# Eximiae devotionis
 (novembre 2019).
Si vous disposez d'ouvrages ou d'articles de référence ou si vous connaissez des sites web de qualité traitant du thème abordé ici, merci de compléter l'article en donnant les références utiles à sa vérifiabilité et en les liant à la section « Notes et références ».
Eximiae devotionis déclaré le 3 mai 1493 est l'une des trois bulles papales du pape Alexandre VI. Avec le document Inter caetera, livré le 4 mai 1493, et Dudum siquidem, livré le 26 septembre 1493, elles constituent ce que l’on appelle les bulles de la donation.

## Contenu
Eximiae devotionis octroie des territoires d'outre-mer aux rois de Castille-et-León. 